# Szenta
Szenta est un village et une commune du comitat de Somogy en Hongrie.
Le champion olympique de lutte Ödön Zombori y est né en 1906.